# Communauté de communes du Canton de Saint-Simon
Die Communauté de communes du Canton de Saint-Simon war ein französischer Gemeindeverband mit der Rechtsform einer Communauté de communes im Département Aisne in der Region Hauts-de-France. Sie wurde am 30. Dezember 1994 gegründet und umfasste 19 Gemeinden. Der Verwaltungssitz befand sich im Ort Clastres.

## Historische Entwicklung
Am 1. Januar 2017 wurde der Gemeindeverband mit der Communauté d’agglomération de Saint-Quentin zur neuen Communauté d’agglomération du Saint-Quentinois zusammengeschlossen.

## Ehemalige Mitgliedsgemeinden
1. Annois
2. Artemps
3. Aubigny-aux-Kaisnes
4. Bray-Saint-Christophe
5. Clastres
6. Cugny
7. Dallon
8. Dury
9. Flavy-le-Martel
10. Fontaine-lès-Clercs
11. Happencourt
12. Jussy
13. Montescourt-Lizerolles
14. Ollezy
15. Saint-Simon
16. Seraucourt-le-Grand
17. Sommette-Eaucourt
18. Tugny-et-Pont
19. Villers-Saint-Christophe